# Los Arrieros del Agua
Los Arrieros del Agua es una obra narrativa escrita por el antropólogo guatemalteco Carlos Navarrete. Esta obra describe la vida cotidiana de un habitante de un poblado cerca de la frontera entre Guatemala y México. El personaje llega a influir en niveles superiores como lo es la historia y tiempo.
La obra fue galardonada en el año 2005 por el Premio Nacional de Literatura "Miguel Ángel Asturias" por parte del gobierno guatemalteco. 

## Antecedentes
La historia empieza en México alrededor de los 1900s. Durante este tiempo, Rafael Carrera triunfó sobre Francisco Morazán y fue elegido presidente en 1844. Rafael Carrera dio a Guatemala en 1847 el título de República independiente y desde esta fecha hasta su muerte ejerció sin interrupción el mando supremo. Después de Rafael Carrera, son dignos de mención los presidentes Justo Rufino Barrios (1873-1885), que trató de restablecer la antigua Federación, y Manuel Estrada Cabrera, reelegido por tres veces (1898-1920) que ejerció una verdadera dictadura. En 1941, el presidente Jorge Ubico se unió a los Estados Unidos en la lucha contra Alemania, Italia y Japón. 
Mientras tanto en México Benito Juárez ocupaba la presidencia desde 1858 hasta su muerte, en 1872. Unos meses después de morir Benito Juárez, de acuerdo con las leyes asumió la presidencia Sebastián Lerdo de Tejada. Cuatro Años más tarde, en 1876, estaba buscando la reelección pero el general Porfirio Díaz se rebeló y tomó el poder. Al principio, estaba en contra de la reelección pero paró reeligiéndose muchas veces. Él trató de imponer la paz a cualquier costo. México no tenía dinero ni inversión debido a la falta de estabilidad y paz, aparte del deseo de no prestar dinero a causa de lo que todavía debían.
El General Porfirio Díaz trató de eliminar las diferencias de opiniones sobre asuntos de política, y dedicó a mejorar el funcionamiento del gobierno. La paz no fue completa, pero la logró mantener mediante fuerza pública. Sin embargo, a medida que pasó el tiempo creció el descontento por la miseria de la gente y ya llevaba mucho tiempo en el poder. En los últimos años se vivía un clima de represión. Las armas se usaron con mucha violencia. 
Ahora aparte de México y Guatemala, en el mundo estaba pasando una serie de eventos que marcarían un cambio en el curso de la historia. A finales del siglo XIX, Europa dominaba en el mundo tecnológico, financiera, económica y políticamente. África estaba ocupada casi totalmente, así como Asia Meridional. China cayó bajo el dominio europeo. Estados Unidos y Rusia tenían dominio de sus territorios. Pero el asesinato de los Archiduques de Austria estalló el inicio de la Primera Guerra Mundial. Pero en 1918 Rusia firmó la paz con Alemania y Austria. Después con el Tratado de Versalles se firmó la paz y se terminó la guerra. 
Cuándo terminó la Primera Guerra Mundial (1918) pasaron ciertos acontecimientos como la primera copa mundial en Uruguay. 
El 25 de octubre de 1936 el ministro de Asuntos Exteriores italiano, conde Galeazzo Ciano, visitó Alemania para firmar el Pacto del Eje Roma-Berlín. El acuerdo reforzó las posiciones de Alemania e Italia contra Gran Bretaña y Francia. El primer ministro Benito Mussolini proclamó el acuerdo en Roma durante el mismo año y en noviembre, Japón y Alemania firmaron el Pacto Anti-Komintern.
En julio de 1937, las tropas japonesas se enfrentaron al ejército chino en las cercanías del Puente de Marco Polo. Comenzaba así la segunda guerra sino-japonesa como preámbulo de la guerra mundial propiamente dicha.
En 1939, Alemania y la URSS firmaron el Pacto Molotov-Ribbentrop. Éste definía la repartición de la Europa del Este y central bajo influencia alemana y rusa. En septiembre de 1939 Hitler ordenó a su ejército atacar Polonia sin previa declaración de guerra, lo que motivó a Francia y el Reino Unido a declarar la guerra a Alemania.
La URSS ocupó la parte oriental de Polonia matando a miles de oficiales polacos; posteriormente atacó Finlandia. Pero firmaron la paz para evitar perder su independencia. En 1941 Alemania lanzó la Operación Barbarroja contra la Unión Soviética, cuyo objetivo final era la derrota del país en tres meses.
Estados Unidos suministraba material de guerra a Gran Bretaña. Suministraba las ubicaciones de los submarinos alemanes que podía, además había impuesto un embargo económico a Japón que destruía su economía. Dicho embargo dejó sin petróleo al ejército japonés, que no nunca dudó en atacar a los Estados Unidos, de esta manera este país entró al conflicto mundial en diciembre de 1941.
En 1942, Alemania hundió dos navíos petroleros mexicanos. Como Alemania no quiso pagar los daños, México le declaró la guerra. La aviación mexicana participó en la Guerra del Pacífico.
Después de derrocar a Mussolini, Italia se pasó al bando aliado en 1943, y Rumania hizo lo mismo en 1944, al ser invadida por los rusos.
Alemania se rindió en 1945, tras haber caído Berlín el 2 de mayo, ante las fuerzas soviéticas. El 8 de mayo se firmó la paz que puso fin a la guerra en Europa. En Asia la guerra terminó el 15 de agosto de 1945, cuando Japón reconoció su derrota y se rindió, después de padecer los ataques nucleares en Hiroshima y Nagasaki por parte de Estados Unidos. El 2 de septiembre concluyó oficialmente la guerra al firmar Japón la rendición incondicional.

## Resumen de la obra
El protagonista Reinaldo comienza a recordar todo lo sucedido en su vida. Ahora cree que tiene 68 años, pero no sabe con certeza su edad. Nació en una familia de escasos recursos económicos, su padre dejó a su familia de muy joven dejando poco dinero. De joven, vivía con su madre, tía y hermanos. Su manera de entretenimiento eran los charcos de lluvia y el freír zompopos de mayo para venderlos. En el pueblo hubo un cine que más adelante en la historia se menciona su historia. 
Reinaldo vivía en Chiapa de Corzo. El pueblo tenía mucha actividad. El mercado lleno, hombres haraganes y mujeres y niños cumpliendo con los quehaceres. 
Visitaba a la iglesia con su mamá. Un día conoció la presencia de la muerte cuando a un amigo le llamó la muerte y lo tuvo que observar en su ataúd. Vivía con una tía que los jalaba las orejas y asustarlos por cualquier pretexto contándoles leyendas. 
Una experiencia remarcable fue cuando llegaron a quemar las imágenes religiosas y solo se salvaron las que se querían. 
Cuando Reinaldo creció, llegó a un punto en que su mamá no lo pudo criar y se lo encargó a su padrino. El padrino lo maltrataba y lo indujo en el trabajo de la arriería desde los nueve años. Con el transcurso de los años fue aprendiendo diversas habilidades hasta llegar a las complejas. Lo aprendido surgía en las rutas de arriería. Únicamente sus compañeros vieron su cambio a hombre. El trabajo era pagado por 25 centavos diarios, comida escasa y poca ropa. Lo que iba conociendo lo descubría en las rutas de la arriería. Perdió la virginidad con la mujer de su padrino, lo cual causó un sentimiento de maltrato hacia Reinaldo.
El padrino era amargado debido a experiencias anteriores. Creció pobre a pesar de ser trabajador. Cuando estaba trabajando en una hacienda se enamoró y se casó con una mujer llamada Cleofás. Ella lo engañó. Ella confesó. El padrino trató de enamorarla consintiéndola. Lo consiguió, pero la embarazó y cerca del día de nacimiento la dejó en una mala situación. A partir de aquí tenía rencor hacia todos.
Reinaldo creció pero los maltratos del padrino no cesaron. Un día el ahijado se cansó de aguantar los maltratos, intercambiaron miradas y le dio a entender que no se iba a dejar maltratar. 
Había mucha delincuencia. Llegaban personas a asaltar y violar mujeres. Uno de éstos le arruinó la boda a la tía de Reinaldo, Alfara. Reinaldo cometió un crimen que causó que lo metieran a la cárcel. El crimen que cometió fue que en una cantina lo humillaron, esperó a que saliera el responsable y lo mató. En la cárcel se cuidó mucho de los demás prisioneros.
Fue liberado gracias a un tío que fue elegido alcalde y lo hizo comandante. El cumplía con el orden impuesto y un día le ordenaron que saliera con un prisionero para matarlo, cosa que hizo. 
Tuvo amantes en diferentes pueblos que visitaba. A una la dejó embarazada. Años después la trató de visitar pero ya había muerto y se encontró con la hija quien lo desconoció. Tanto creció su deseo sexual que se sabía el nombre de las prostitutas.
Con el tiempo, dejó de ser comandante para dedicarse al comercio. Esto causó que visitara Chiapas para conocer a su futura esposa, a la cual le fue fiel. La iba a visitar, la enamoró y se casaron. 
Con ella vivían sus padres, don Isauro y doña Damiana, y su hermano Franco. Don Isauro hacía pequeñas estatuas e imágenes de niños Jesús. También había sido espiritista. Él guardaba las almas de los difuntos en frascos, cuando éstos daban su último aliento. Su cuñado Franco era activo. Cuando creció se interesó por la pintura. Emprendió un viaje para pintar fuera, pero se murió en un río. 
Con el tiempo Reinaldo consiguió un trabajo como ayudante de chofer. Debido al trabajo miraba poco a Catalina, pero siempre le llevaba algo. En uno de los viajes conoció a don Lupe quien tenía mucho dinero. Aprendió mucho de él debido a sus profesiones y fascinaciones. 
Después consiguió trabajo en la construcción de la carretera Panamericana, en tiempos de la Segunda Guerra Mundial. Comenzó con la piocha y la pala, pero poco a poco fue subiendo de puestos, hasta llegar a ser ayudante de marreador, el que pone la dinamita. En la construcción de la carretera, los trabajadores hacían competencias. En una, a media competencia, el oponente le rompió la cabeza con el marro, alegando que había violado a su esposa. Al día siguiente fue arrestado. 
Con la excusa de reparar un puente, regresó a Chiapas para casarse con Catalina. Poco antes de la boda, la tía Alfara murió. Había caído en estado de depresión que pensaba que tenía alucinaciones. Ella se entretenía cuidando el jardín pero no salió del estado. Reinaldo se vio muy afectado ya que la quería y él fue quien la encontró muerta. Esto le recordó de su amigo muerto durante la infancia. 
Después de mucha reflexión se casó con Catalina. Al terminar su trabajo se estableció en su pueblo natal con su esposa. Don Isauro murió a los cinco años de haber fallecido Franco, y al poco tiempo Damiana. Catalina estaba con mucha tisteza y el matrimonio no iba muy bien. Tuvieron un hijo y llamado Franco. Un día se dieron cuenta de que lo mejor era discutir los problemas por los que estaban pasando y así lo hicieron. Se emborracharon y su relación empezó a mejorar. Su hijo creció se fue independizando de ellos y empezaron a recordar lo transcurridos en sus vidas.
- Datos: Q5979324